# Laguna Kakel Huincul

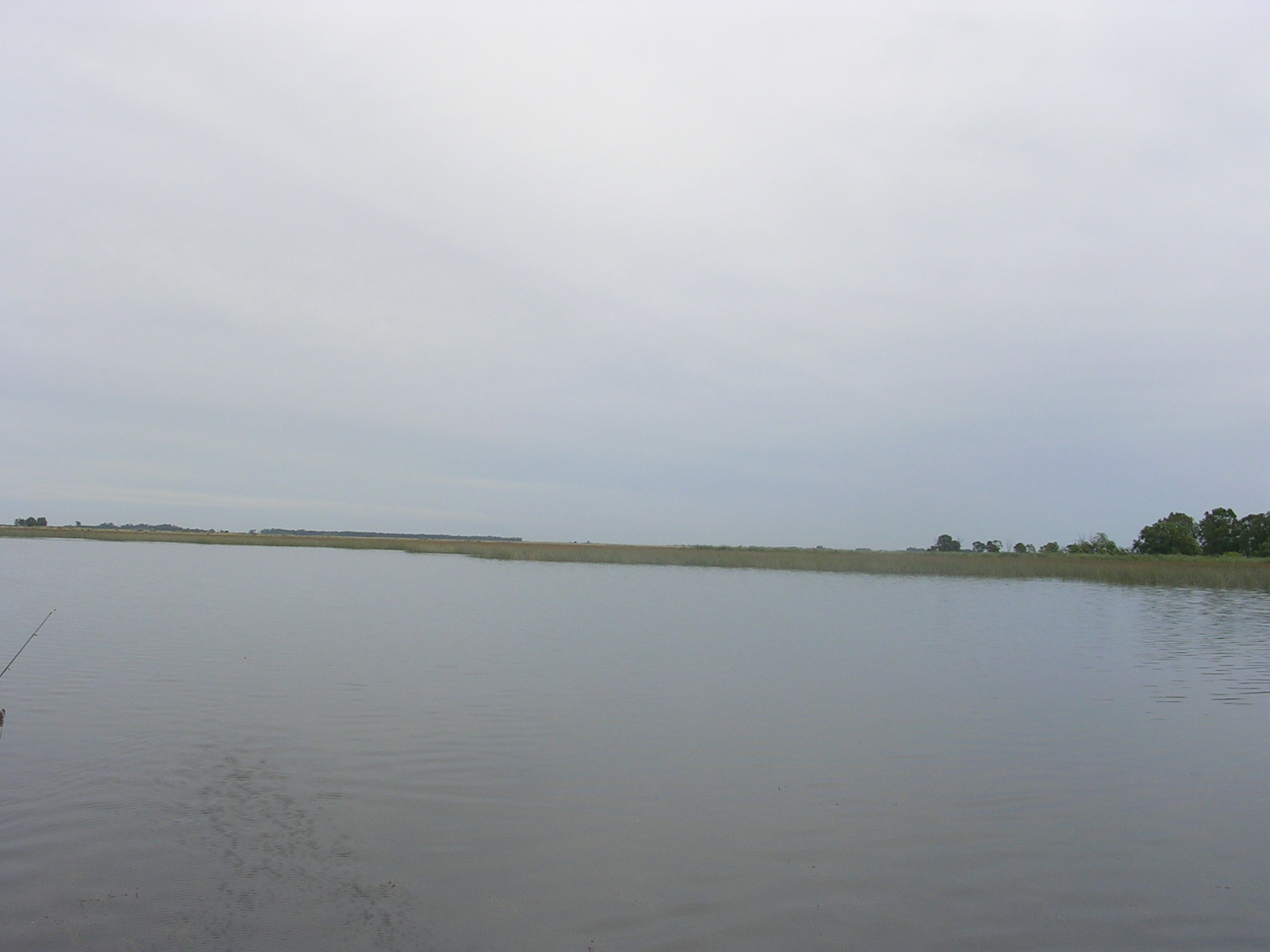
Vista desde la orilla de la laguna.

La laguna Kakel Huincul es un espejo de agua dulce ubicado en el Partido de Maipú, Provincia de Buenos Aires, Argentina. Se encuentra a 260 km de la Ciudad de Buenos Aires por la Autovía 2, a 12 km de la ciudad de Maipú y a 140 km de Mar del Plata.

## Características
A pesar de no conocerse con exactitud su cubeta original, se calcula que cuenta actualmente con unas 2.000 hectáreas con una profundidad media de 1,80 metros y una máxima de 4 metros. Su cauce tiene un canal natural que hace de emisario con el Canal 2 (al que lo une una compuerta que regula su nivel) y la laguna recoge las aguas de la Laguna Yamahuida y las pluviales de los campos vecinos que ofician como afluentes. Sus costas son bajas y barrosas y algunas de barrancas bajas de tosca. Tiene muchos juncales emergentes que son verdaderos obstáculos a la hora de navegar con algunos desplayados, y tiene en temporada estival magníficos rindes de pesca.

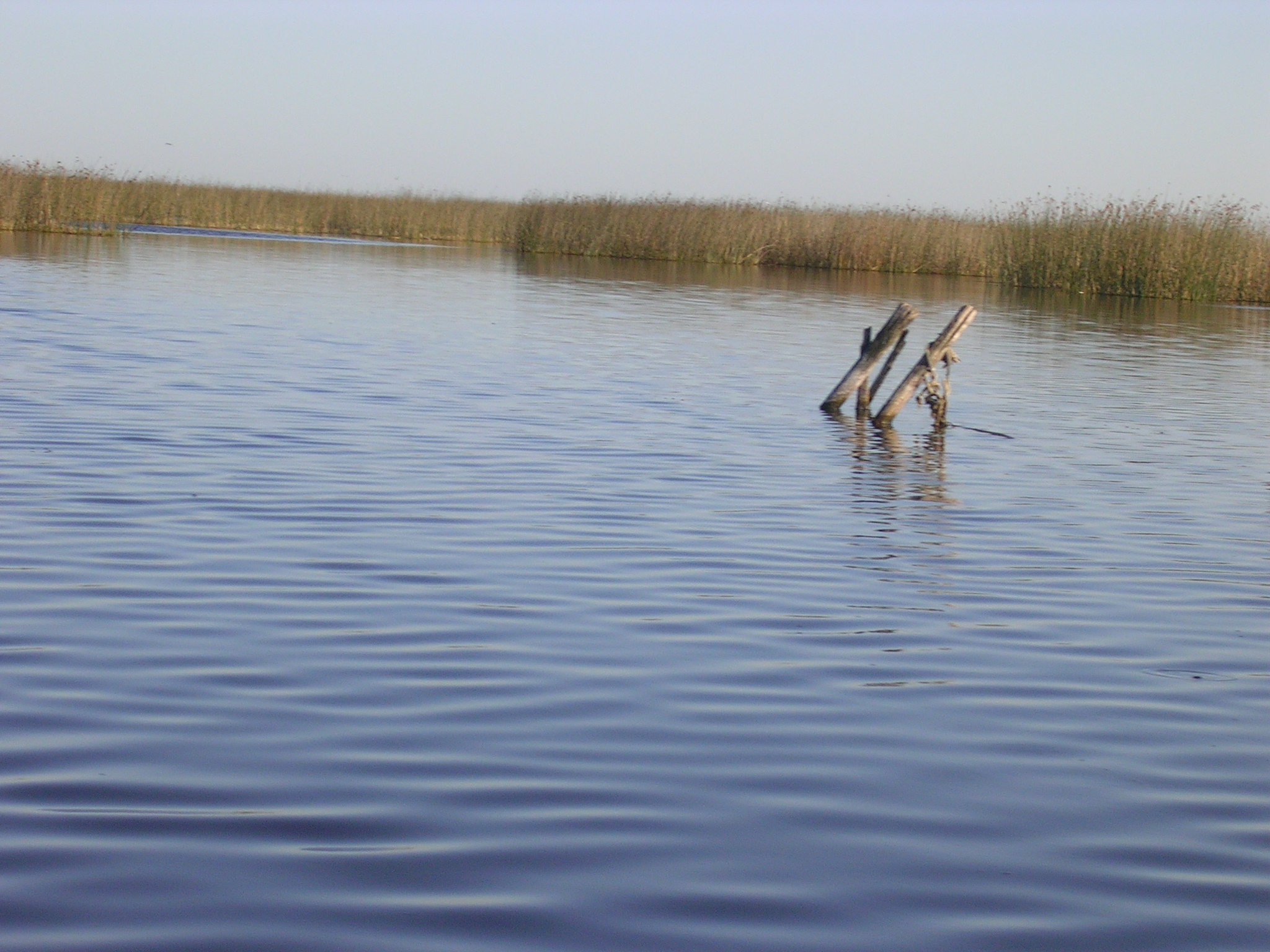
Paisaje típico de la laguna con sus laberintos de juncos y sus aguas cristalinas.

## Historia
A orillas de la laguna, se construyó en 1815, el Fortín Kakel Huincul que era para dar protección a quienes se habían establecido en la zona combatiendo los malones indígenas. También era posta de carretas que iban al sur de la provincia de Buenos Aires. 

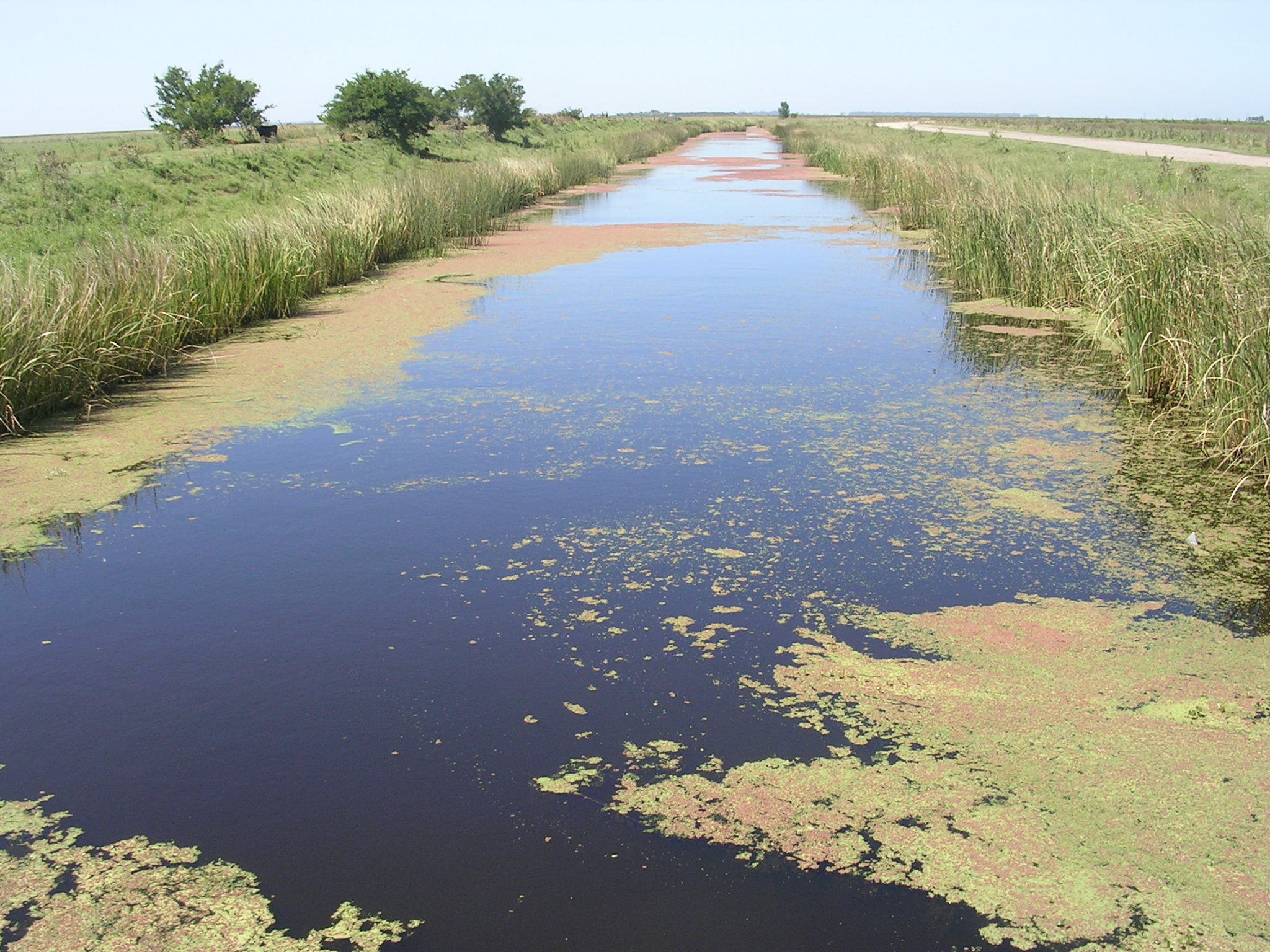
Vista del canal cercano a la laguna.

## Ecología
Es el hábitat de una gran variedad de peces tales como tarariras, dientudos, carpas, bagres y pejerreyes que viven tanto en la laguna como en los canales a sus alrededores. También habitan en ella especies de aves, tales como patos y cisnes que colocan sus nidos entre los juncos y algunos roedores acuáticos como las nutrias. 

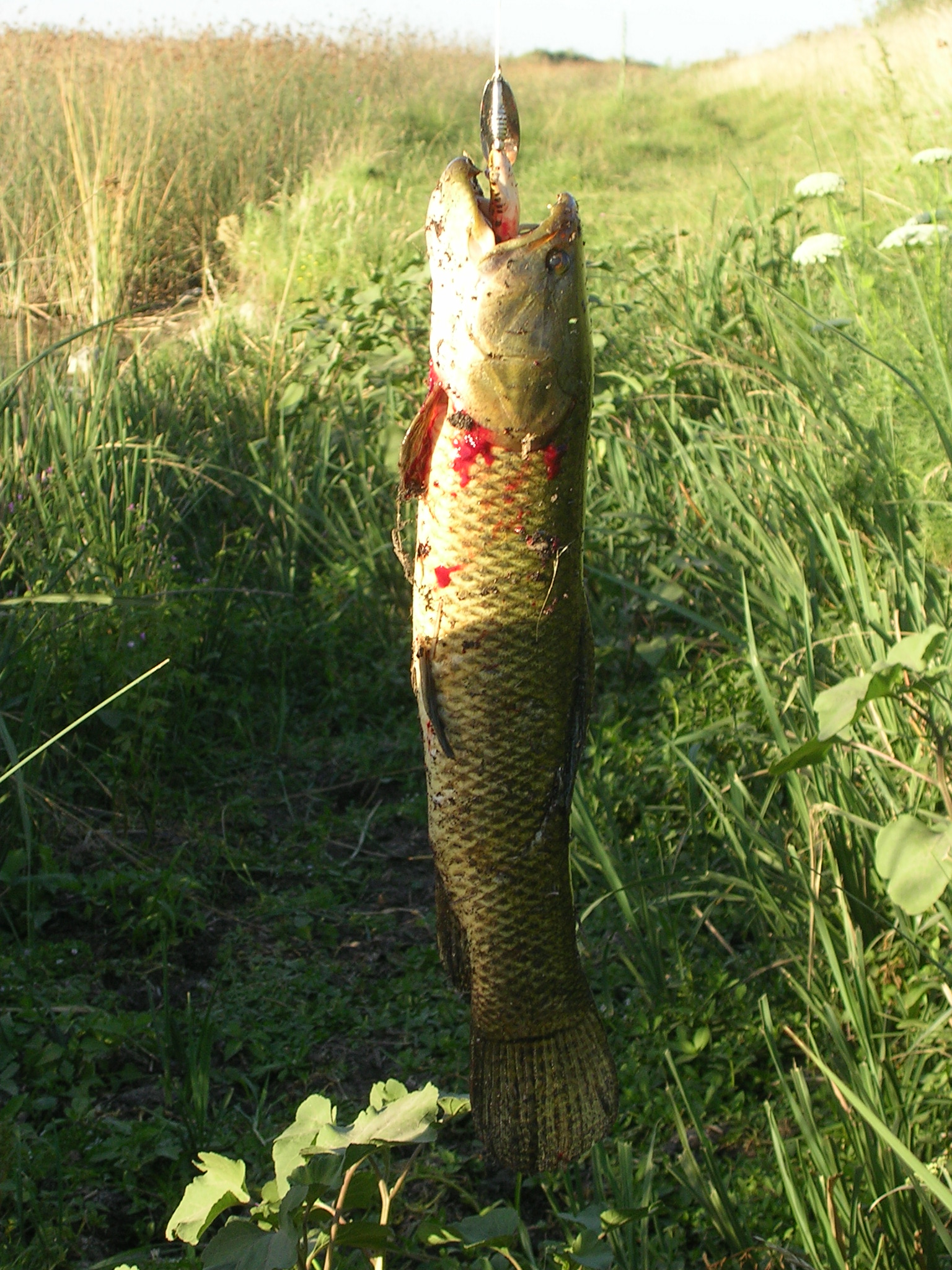
Un ejemplar de tararira, la especie más buscada a la hora de pescar.